# Macromitrium contextum
Macromitrium contextum là một loài Rêu trong họ Orthotrichaceae. Loài này được Hampe mô tả khoa học đầu tiên năm 1865.